# 三島王
三島王（みしまおう/みしまのおおきみ、生没年不詳）は、奈良時代の皇族。天武天皇の孫。一品・舎人親王の第4皇子。淳仁天皇の兄。官位は従四位下。

## 経歴
養老7年（723年）正月に元正天皇が中宮に出御した際、栗栖王・春日王とともに蔭皇親により無位から従四位下に叙せられる。
以後、出世には縁がなかったらしく、天平7年（736年）の相模国「封戸租交易帳」に、王の食封50戸が同国大住郡埼取郷（現在の神奈川県平塚市四之宮付近）にあったと記されているが、この時の位階も従四位下である。藤原仲麻呂の乱による淳仁天皇廃位により、娘の川辺女王・葛女王が伊豆国に配流され、宝亀2年（771年）に属籍（皇籍）を回復したとあるが、この2人は「（故）従四位下三嶋王の女」と記されており、生涯位階は変わらなかった。宝亀2年9月には息子の林王が「山辺真人」の氏姓を賜っている。
『万葉集』に、天平2年（731年）頃、三島王がのちに松浦佐用姫の歌に追和して詠んだ歌として
が収録されている。
没年は不明だが、上記の両女王が配流されたと思われる天平宝字8年（764年）には亡くなっていることが分かっている。

## 官歴
『続日本紀』による。
- 養老7年（723年） 正月10日：従四位下（直叙）

## 系譜
- 父：舎人親王
- 母：不詳
- 生母不詳の子女
  - 男子：林王[6]
  - 女子：川辺女王[8]
  - 女子：葛女王[8]